# Иоссер (сельское поселение)
Иоссер — административно-территориальная единица (административная территория посёлок сельского типа с подчинённой ему территорией) и муниципальное образование (сельское поселение с полным официальным наименованием муниципальное образование сельского поселения «Иоссер») в составе муниципального района Княжпогостского в Республике Коми Российской Федерации.
Административный центр — посёлок Иоссер.

## История
Статус и границы административной территории установлены Законом Республики Коми от 6 марта 2006 года № 13-РЗ «Об административно-территориальном устройстве Республики Коми».
Статус и границы сельского поселения установлены Законом Республики Коми от 5 марта 2005 года № 11-РЗ «О территориальной организации местного самоуправления в Республике Коми».

## Население
| 2010 | 2011 | 2012 | 2013 | 2014 | 2015 | 2016 | 2017 |
| ---- | ---- | ---- | ---- | ---- | ---- | ---- | ---- |
| 415  | ↘404 | ↘376 | ↘351 | ↘283 | ↘235 | ↘205 | ↘195 |
| 2018 | 2019 | 2020 | 2021 |      |      |      |      |
| ↘182 | ↘172 | ↘170 | ↘152 |      |      |      |      |

## Состав
Состав административной территории и сельского поселения:
| № | Населённый пункт | Тип населённого пункта          | Население |
| - | ---------------- | ------------------------------- | --------- |
| 1 | Иоссер           | посёлок, административный центр | ↘217      |
| 2 | Малиновка        | посёлок                         | 0         |
| 3 | Ропча            | посёлок                         | 198       |